# Vladímir Dekanózov
Vladímir Gueórguievich Dekanózov (en ruso; Влади́мир Гео́ргиевич Декано́зов, en georgiano; ვლადიმერ გიორგის დეკანოზიშვილი, Vladímir Guéorguievich Dekanozishvili; Bakú, junio de 1898-Moscú, 23 de diciembre de 1953) fue un político, diplomático y agente de inteligencia soviético. Como agente de alto de rango del NKVD, fue parte del círculo íntimo de Lavrenti Beria. Era el embajador de la Unión Soviética en Alemania antes del conflicto entre ambos países en la Segunda Guerra Mundial.

## Biografía

### Primeros años
Georgiano étnico, nació en 1898 en la familia de Gueorgui Dekanozishvili, empleado de una compañía petrolera. Su apellido, que era Dekanozishvili, significa literalmente "hijo del diácono" (que tiene como variante en ruso el apellido Protopópov), por lo que se cree que su familia pertenecía a la nobleza georgiana. Estudió en el Liceo de Bakú en 1914, y en el de Tifilis en 1916. Posteriormente, estudió en las Facultades de Medicina de la Universidad de Sarátov y de la Universidad de Bakú. En 1918, se unió al Ejército Rojo y en 1920 se afilió al Partido Bolchevique. Entre 1922 y 1931 trabajó en el OGPU de la RSS de Azerbaiyán y de la RSFS de Transcaucasia, donde conoció a Lavrenti Beria.  En 1927 fue nombrado miembro del Comité Central del Partido Comunista de la RSS de Georgia, y en 1937 en Comisario del Pueblo de Industria Alimenticia de la RSS de Georgia, así como en presidente del Gosplán y vicepresidente del Consejo de Comisarios del Pueblo en esa misma república. Además, fue diputado del Sóviet Supremo de la Unión Soviética en sus 1.ª y 2.ª convocatorias, entre 1937 y 1950. 
En diciembre de 1938, cuando Lavrenti Beria fue nombrado Comisario del Pueblo de Asuntos Internos, Dekanózov se trasladó a Moscú y fue nombrado subdirector del GUGB, con el rango de Comisario de 3° Grado de Seguridad Estatal, así como director de los departamentos 3 (contrainteligencia) y 5 (inteligencia exterior) del GUGB, entre 1938 y 1939. En el XVIII Congreso del Partido Comunista (Bolchevique) de Toda la Unión en marzo de 1939, fue elegido candidato a miembro del Comité Central del Partido Comunista, del que formó parte desde 1941 hasta 1952.

### Carrera diplomática
El 3 de mayo de 1939, fue nombrado Vicecomisario del Pueblo de Asuntos Exteriores.Su esfera de responsabilidad antes de 1941 incluía Irán, Turquía, Afganistán, Mongolia y Xinjiang, así como los consulados, los cuadros y las finanzas del Narkomindel. En verano de 1940, durante la incorporación de Lituania a la Unión Soviética, Dekanózov fue al territorio lituano como representante del Partido Comunista Soviético para dirigir al Ejército Rojo y coordinar el establecimiento de los órganos de gobierno y partidistas en la nueva república, convirtiéndose en el autor de su reestructuración. Designó a Justas Paleckis como Presidente del Consejo de Comisarios del Pueblo y a Antanas Sniečkus como Primer Secretario del Partido Comunista. 
El 24 de noviembre de 1940, Dekanózov fue nombrado embajador de la Unión Soviética en Alemania (aunque seguía siendo Vicecomisario de Asuntos Exteriores). Desde el 9 de mayo del año siguiente, le fue designado el estatus de Embajador Extraordinario y Plenipotenciario. Unos días antes del 22 de junio de 1941, Dekanózov hizo en Berlín sus últimos intentos de entablar un diálogo con la élite alemana y conseguir una audiencia con Hitler. Al no recibirla, envió una "nota verbal" al Ministro de Relaciones Exteriores del Reich, Joachim von Ribbentrop, donde señalaba las violaciones de la frontera soviética por parte de la aviación alemana entre el 19 de abril y el 19 de junio de 1941, concretamente 180 incursiones de aviones alemanes en el espacio aéreo soviético a una profundidad de 150 kilómetros.  
El 22 de junio de 1941, a las 4:00 de la mañana, Ribbentrop llamó a Dekanózov y le leyó una nota dirigida al gobierno soviético en la que el gobierno alemán le declaraba la guerra. Dekanózov intentó explicar a Ribbentrop que las afirmaciones alemanas no tenían fundamento, sin embargo, como recordó el propio Dekanózov, Ribbentrop hipócritamente objetó que "él estaba de luto, pues hizo personalmente todo lo posible para estabilizar las relaciones con Rusia".Después de que inició la guerra, Alemania y la Unión Soviética acordaron que tratarían con los diplomáticos en términos de reciprocidad. El embajador Dekanózov, junto con el resto del personal de la embajada soviética en Berlín fue intercambiado por el embajador alemán en Moscú, Friedrich-Werner von der Schulenburg y los demás diplomáticos alemanes en la neutral Turquía. 
En 1943 encabezó la comisión para la primera admisión de estudiantes al Instituto Estatal de Relaciones Internacionales de Moscú.

### Posguerra y últimos años
Después de la guerra, Dekanózov continuó como Vicecomisario del Pueblo (Viceministro desde 1946) de Asuntos Exteriores de la URSS hasta 1947. En marzo de ese año fue nombrado subdirector del GUSIMZ, el cual estaba dirigido por Vsévolod Merkúlov, hasta que fue relevado en 1949. Posteriormente, ocupó cargos menores: desde octubre de 1949, miembro de la parte soviética de la Comisión Permanente de Relaciones Económicas Exteriores entre la URSS y Bulgaria, y desde junio de 1952, miembro del Comité Estatal de Radiodifusión del Consejo de Ministros de la URSS. Entre abril y julio de 1953 fue Viceministro de Asuntos Internos de la RSS de Georgia. El 30 de junio de 1953, fue destituido de todos sus cargos y arrestado, al igual que el resto del círculo íntimo de Beria. El 23 de diciembre de ese año, junto con Bogdán Kobúlov, Vsévolod Merkúlov, Lev Vlodzimirski, Serguéi Goglidze, Pável Meshik y el mismo Beria, fue condenado a muerte y fusilado esa misma noche a las 21:20 horas. Sus restos fueron incinerados y enterrados en el Cementerio de Donskói.
En el 2000 su caso fue puesto a revisión para una posible rehabilitación, pero finalmente se estableció una resolución donde esta fue rechazada,aunque Dekanózov ha sido bastante rehabilitado socialmente, como ejemplo cuando se presentó en 2020 en la lista de figuras heroicas de la inteligencia soviética en el sitio web oficial del Servicio de Inteligencia Exterior de la Federación Rusa.

## Vida personal
Se casó con Nora Tigranovna, con quien tuvo dos hijos, Reginald (nacido en 1927) y Nina (nacida en 1929).

## Premios y condecoraciones
- Orden de Lenin
- Orden de la Bandera Roja
- Orden de la Guerra Patria, 1° clase
- Oficial Honorario de Seguridad del Estado